# Zentraler Hauptkamm
Zentraler Hauptkamm – podgrupa pasma Alp Algawskich. Leży na pograniczu Niemiec (Bawaria) z Austrią (Tyrol). Jest to jedna z najwyższych części Alp Algawskich, a co za tym idzie jedna z najwyższych grup górskich w Niemczech.
Najwyższe szczyty:
- Hohes Licht (2651 m),
- Hochfrottspitze (2649 m),
- Mädelegabel (2645 m),
- Steinschartenkopf (2615 m),
- Bockkarkopf (2609 m),
- Biberkopf (2599 m),
- Trettachspitze (2595 m),
- Wilder Mann (2577 m),
- Ellbognerspitze (2552 m),
- Wilder Kasten (2542 m),
- Peischelspitze (2512 m).